# Kubilay Türkyılmaz
Pour l’article homonyme, voir Türkyılmaz.
Kubilay « Kubi » Türkyilmaz est un ancien joueur de football suisse (tessinois) d'origine turque, né le 4 mars 1967 à Bellinzone.
Il joue comme attaquant pour plusieurs clubs suisses (notamment Bellinzone, Servette, Lugano, Lucerne, Grasshopper) et européens (Bologne, Galatasaray et Brescia) ainsi que pour l'équipe nationale suisse.

## Biographie

### En équipe nationale
Il est sélectionné 61 fois en équipe de Suisse entre 1988 et 2001, avec une première sélection le 2 février 1988 lors d'un match amical face à la France à Toulouse. Il inscrit 34 buts en équipe nationale. Il est le deuxième meilleur buteur de l'histoire de la sélection helvétique, derrière Alexander Frei (42 buts).
Blessé, il n'est pas sélectionné pour la Coupe du monde aux États-Unis en 1994 mais il dispute l'Euro 96 en Angleterre, en égalisant sur penalty contre l'Angleterre à Wembley lors du match d'ouverture de la compétition (1-1).
Sa dernière sélection a lieu le 5 septembre 2001 lors d'une rencontre face au Luxembourg comptant pour les Éliminatoires de la Coupe du monde 2002. 

## Palmarès
- Champion de Turquie en 1994 avec Galatasaray
- Champion de Suisse en 1996 et 1998 avec Grasshopper
- Élu joueur suisse de l'année en 1996, 1997 et 1998
- Vainqueur de la coupe UEFA avec Galatasaray en 2000